# Campeonato Mundial de Rugby Juvenil 2008
El Campeonato Mundial de Rugby Juvenil de Gales 2008 fue la primera edición de la Copa Mundial.
El principal torneo de selecciones juveniles masculinas de rugby que organizó la IRB (hoy World Rugby) se disputó en Gales. El torneo fue ganado por Nueva Zelanda mientras que Estados Unidos en calidad de último descendió al Trofeo Mundial de Rugby Juvenil 2009.

## Equipos participantes
| - Argentina - Irlanda - Nueva Zelanda - Tonga | - Escocia - Estados Unidos - Samoa - Sudáfrica | - Australia - Canadá - Fiyi - Inglaterra | - Francia - Gales - Italia - Japón |

## Grupo A

### Posiciones[2]
| Pos. | Equipo        | Encuentros | Encuentros | Encuentros | Encuentros | Tantos  | Tantos    | Tantos     | Puntos Bonus | Puntos Totales |
| Pos. | Equipo        | jugados    | ganados    | empatados  | perdidos   | a favor | en contra | diferencia | Puntos Bonus | Puntos Totales |
| ---- | ------------- | ---------- | ---------- | ---------- | ---------- | ------- | --------- | ---------- | ------------ | -------------- |
| 1    | Nueva Zelanda | 3          | 3          | 0          | 0          | 173     | 19        | + 154      | 3            | 15             |
| 2    | Argentina     | 3          | 2          | 0          | 1          | 47      | 79        | - 32       | 1            | 9              |
| 3    | Irlanda       | 3          | 1          | 0          | 2          | 64      | 109       | - 45       | 1            | 5              |
| 4    | Tonga         | 3          | 0          | 0          | 3          | 46      | 123       | - 77       | 0            | 0              |

Nota: Se otorgan 4 puntos al equipo que gane un partido y 2 al que empate
Puntos Bonus: 1 punto por convertir 4 tries o más en un partido y 1 al equipo que pierda por no más de 7 tantos de diferencia
|  | Juega por el 1º puesto |

|  | Juega por el 5º puesto |

|  | Juega por el 9º puesto |

|  | Juega por el 13º puesto |

### Resultados

#### Primera fecha
| 6 de junio | Nueva Zelanda | 48 - 9  | Tonga | Cardiff Arms Park, Cardiff |  |
|            |               | Reporte |       |                            |  |

| 6 de junio | Argentina | 17 - 9  | Irlanda | Cardiff Arms Park, Cardiff |  |
|            |           | Reporte |         |                            |  |

#### Segunda fecha
| 10 de junio | Argentina | 30 - 10 | Tonga | Cardiff Arms Park, Cardiff |  |
|             |           | Reporte |       |                            |  |

| 10 de junio | Nueva Zelanda | 65 - 10 | Irlanda | Cardiff Arms Park, Cardiff    |                               |
|             |               | Reporte |         | Asistencia: 1700 espectadores | Asistencia: 1700 espectadores |

#### Tercera fecha
| 14 de junio | Irlanda | 45 - 27 | Tonga | Cardiff Arms Park, Cardiff    |                               |
|             |         | Reporte |       | Asistencia: 1700 espectadores | Asistencia: 1700 espectadores |

| 14 de junio | Nueva Zelanda | 60 - 0  | Argentina | Cardiff Arms Park, Cardiff    |                               |
|             |               | Reporte |           | Asistencia: 1700 espectadores | Asistencia: 1700 espectadores |

## Grupo B

### Posiciones
| Pos. | Equipo         | Encuentros | Encuentros | Encuentros | Encuentros | Tantos  | Tantos    | Tantos     | Puntos Bonus | Puntos Totales |
| Pos. | Equipo         | jugados    | ganados    | empatados  | perdidos   | a favor | en contra | diferencia | Puntos Bonus | Puntos Totales |
| ---- | -------------- | ---------- | ---------- | ---------- | ---------- | ------- | --------- | ---------- | ------------ | -------------- |
| 1    | Sudáfrica      | 3          | 3          | 0          | 0          | 196     | 32        | + 164      | 2            | 14             |
| 2    | Samoa          | 3          | 2          | 0          | 1          | 60      | 39        | + 21       | 1            | 9              |
| 3    | Escocia        | 3          | 1          | 0          | 2          | 61      | 115       | - 54       | 1            | 5              |
| 4    | Estados Unidos | 3          | 0          | 0          | 3          | 38      | 169       | - 131      | 0            | 0              |

Nota: Se otorgan 4 puntos al equipo que gane un partido y 2 al que empate
Puntos Bonus: 1 punto por convertir 4 tries o más en un partido y 1 al equipo que pierda por no más de 7 tantos de diferencia
|  | Juega por el 1º puesto |

|  | Juega por el 5º puesto |

|  | Juega por el 9º puesto |

|  | Juega por el 13º puesto |

### Resultados

#### Primera fecha
| 6 de junio | Sudáfrica | 108 - 18 | Estados Unidos | Racecourse Ground, Wrexham |  |
|            |           | Reporte  |                |                            |  |

| 6 de junio | Samoa | 29 - 17 | Escocia | Racecourse Ground, Wrexham    |                               |
|            |       | Reporte |         | Asistencia: 1771 espectadores | Asistencia: 1771 espectadores |

#### Segunda fecha
| 10 de junio | Samoa | 20 - 6  | Estados Unidos | Racecourse Ground, Wrexham    |                               |
|             |       | Reporte |                | Asistencia: 1672 espectadores | Asistencia: 1672 espectadores |

| 10 de junio | Sudáfrica | 72 - 3  | Escocia | Racecourse Ground, Wrexham    |                               |
|             |           | Reporte |         | Asistencia: 1672 espectadores | Asistencia: 1672 espectadores |

#### Tercera fecha
| 14 de junio | Escocia | 41 - 14 | Estados Unidos | Racecourse Ground, Wrexham    |                               |
|             |         | Reporte |                | Asistencia: 2572 espectadores | Asistencia: 2572 espectadores |

| 14 de junio | Sudáfrica | 16 - 11 | Samoa | Racecourse Ground, Wrexham    |                               |
|             |           | Reporte |       | Asistencia: 2572 espectadores | Asistencia: 2572 espectadores |

## Grupo C

### Posiciones
| Pos. | Equipo     | Encuentros | Encuentros | Encuentros | Encuentros | Tantos  | Tantos    | Tantos     | Puntos Bonus | Puntos Totales |
| Pos. | Equipo     | jugados    | ganados    | empatados  | perdidos   | a favor | en contra | diferencia | Puntos Bonus | Puntos Totales |
| ---- | ---------- | ---------- | ---------- | ---------- | ---------- | ------- | --------- | ---------- | ------------ | -------------- |
| 1    | Inglaterra | 3          | 3          | 0          | 0          | 119     | 48        | + 71       | 2            | 14             |
| 2    | Australia  | 3          | 2          | 0          | 1          | 147     | 47        | + 100      | 3            | 11             |
| 3    | Canadá     | 3          | 1          | 0          | 2          | 47      | 151       | - 104      | 0            | 4              |
| 4    | Fiyi       | 3          | 0          | 0          | 3          | 44      | 111       | - 67       | 1            | 1              |

Nota: Se otorgan 4 puntos al equipo que gane un partido y 2 al que empate
Puntos Bonus: 1 punto por convertir 4 tries o más en un partido y 1 al equipo que pierda por no más de 7 tantos de diferencia
|  | Juega por el 1º puesto |

|  | Juega por el 5º puesto |

|  | Juega por el 9º puesto |

|  | Juega por el 13º puesto |

### Resultados

#### Primera fecha
| 6 de junio | Australia | 81 - 12 | Canadá | Rodney Parade, Newport        |                               |
|            |           | Reporte |        | Asistencia: 1325 espectadores | Asistencia: 1325 espectadores |

| 6 de junio | Inglaterra | 41 - 17 | Fiyi | Rodney Parade, Newport        |                               |
|            |            | Reporte |      | Asistencia: 1679 espectadores | Asistencia: 1679 espectadores |

#### Segunda fecha
| 10 de junio | Inglaterra | 60 - 18 | Canadá | Rodney Parade, Newport        |                               |
|             |            | Reporte |        | Asistencia: 1411 espectadores | Asistencia: 1411 espectadores |

| 10 de junio | Australia | 53 - 17 | Fiyi | Rodney Parade, Newport        |                               |
|             |           | Reporte |      | Asistencia: 1411 espectadores | Asistencia: 1411 espectadores |

#### Tercera fecha
| 14 de junio | Fiyi | 10 - 17 | Canadá | Rodney Parade, Newport        |                               |
|             |      | Reporte |        | Asistencia: 3421 espectadores | Asistencia: 3421 espectadores |

| 14 de junio | Australia | 13 - 18 | Inglaterra | Rodney Parade, Newport        |                               |
|             |           | Reporte |            | Asistencia: 3421 espectadores | Asistencia: 3421 espectadores |

## Grupo D

### Posiciones
| Pos. | Equipo  | Encuentros | Encuentros | Encuentros | Encuentros | Tantos  | Tantos    | Tantos     | Puntos Bonus | Puntos Totales |
| Pos. | Equipo  | jugados    | ganados    | empatados  | perdidos   | a favor | en contra | diferencia | Puntos Bonus | Puntos Totales |
| ---- | ------- | ---------- | ---------- | ---------- | ---------- | ------- | --------- | ---------- | ------------ | -------------- |
| 1    | Gales   | 3          | 3          | 0          | 0          | 85      | 39        | + 46       | 2            | 14             |
| 2    | Francia | 3          | 2          | 0          | 1          | 104     | 54        | + 50       | 3            | 11             |
| 3    | Italia  | 3          | 1          | 0          | 2          | 48      | 81        | - 33       | 0            | 4              |
| 4    | Japón   | 3          | 0          | 0          | 3          | 47      | 110       | - 63       | 1            | 1              |

Nota: Se otorgan 4 puntos al equipo que gane un partido y 2 al que empate
Puntos Bonus: 1 punto por convertir 4 tries o más en un partido y 1 al equipo que pierda por no más de 7 tantos de diferencia
|  | Juega por el 1º puesto |

|  | Juega por el 5º puesto |

|  | Juega por el 9º puesto |

|  | Juega por el 13º puesto |

### Resultados

#### Primera fecha
| 6 de junio | Francia | 53 - 17 | Japón | Liberty Stadium, Swansea      |                               |
|            |         | Reporte |       | Asistencia: 4327 espectadores | Asistencia: 4327 espectadores |

| 6 de junio | Gales | 29 - 10 | Italia | Liberty Stadium, Swansea      |                               |
|            |       | Reporte |        | Asistencia: 4327 espectadores | Asistencia: 4327 espectadores |

#### Segunda fecha
| 10 de junio | Francia | 32 - 14 | Italia | Liberty Stadium, Swansea      |                               |
|             |         | Reporte |        | Asistencia: 4473 espectadores | Asistencia: 4473 espectadores |

| 10 de junio | Gales | 33 - 10 | Japón | Liberty Stadium, Swansea      |                               |
|             |       | Reporte |       | Asistencia: 4473 espectadores | Asistencia: 4473 espectadores |

#### Tercera fecha
| 14 de junio | Italia | 20 - 24 | Japón | Liberty Stadium, Swansea      |                               |
|             |        | Reporte |       | Asistencia: 6543 espectadores | Asistencia: 6543 espectadores |

| 14 de junio | Gales | 23 - 19 | Francia | Liberty Stadium, Swansea      |                               |
|             |       | Reporte |         | Asistencia: 6543 espectadores | Asistencia: 6543 espectadores |

## Ronda final

### Clasificación del 13º al 16º puesto
|  | Semifinales    | Semifinales |    |                | Final          | Final    |  |
|  | de junio       | de junio    |    |                | de junio       | de junio |  |
|  |                |             |    |                |                |          |  |
|  |                |             |    |                |                |          |  |
|  | Tonga          | 17          |    |                |                |          |  |
|  | Japón          | 5           |    |                |                |          |  |
|  |                |             |    |                |                |          |  |
|  |                |             |    |                | por 13º puesto |          |  |
|  |                |             |    |                | Tonga          | 28       |  |
|  |                | Fiyi        | 20 |                |                |          |  |
|  |                |             |    |                |                |          |  |
|  |                |             |    |                |                |          |  |
|  |                |             |    |                | Tercer lugar   |          |  |
|  |                |             |    | por 15º puesto |                |          |  |
|  | Estados Unidos | 22          |    | Japón          | 44             |          |  |
|  | Fiyi           | 27          |    |                | Estados Unidos | 8        |  |

### Clasificación del 9º al 12º puesto
|  | Semifinales | Semifinales |    |                | Final         | Final    |  |
|  | de junio    | de junio    |    |                | de junio      | de junio |  |
|  |             |             |    |                |               |          |  |
|  |             |             |    |                |               |          |  |
|  | Irlanda     | 9           |    |                |               |          |  |
|  | Italia      | 6           |    |                |               |          |  |
|  |             |             |    |                |               |          |  |
|  |             |             |    |                | por 9º puesto |          |  |
|  |             |             |    |                | Irlanda       | 39       |  |
|  |             | Escocia     | 12 |                |               |          |  |
|  |             |             |    |                |               |          |  |
|  |             |             |    |                |               |          |  |
|  |             |             |    |                | Tercer lugar  |          |  |
|  |             |             |    | por 11º puesto |               |          |  |
|  | Escocia     | 15          |    | Italia         | 33            |          |  |
|  | Canadá      | 10          |    |                | Canadá        | 10       |  |

### Clasificación del 5º al 8º puesto
|  | Semifinales | Semifinales |    |               | Final         | Final    |  |
|  | de junio    | de junio    |    |               | de junio      | de junio |  |
|  |             |             |    |               |               |          |  |
|  |             |             |    |               |               |          |  |
|  | Argentina   | 6           |    |               |               |          |  |
|  | Francia     | 30          |    |               |               |          |  |
|  |             |             |    |               |               |          |  |
|  |             |             |    |               | por 5º puesto |          |  |
|  |             |             |    |               | Francia       | 21       |  |
|  |             | Australia   | 42 |               |               |          |  |
|  |             |             |    |               |               |          |  |
|  |             |             |    |               |               |          |  |
|  |             |             |    |               | Tercer lugar  |          |  |
|  |             |             |    | por 7º puesto |               |          |  |
|  | Samoa       | 0           |    | Argentina     | 10            |          |  |
|  | Australia   | 32          |    |               | Samoa         | 30       |  |

### Clasificación del 1º al 4º puesto
|  | Semifinales   | Semifinales |   |               | Final         | Final    |  |
|  | de junio      | de junio    |   |               | de junio      | de junio |  |
|  |               |             |   |               |               |          |  |
|  |               |             |   |               |               |          |  |
|  | Nueva Zelanda | 31          |   |               |               |          |  |
|  | Gales         | 6           |   |               |               |          |  |
|  |               |             |   |               |               |          |  |
|  |               |             |   |               | por 1º puesto |          |  |
|  |               |             |   |               | Nueva Zelanda | 38       |  |
|  |               | Inglaterra  | 3 |               |               |          |  |
|  |               |             |   |               |               |          |  |
|  |               |             |   |               |               |          |  |
|  |               |             |   |               | Tercer lugar  |          |  |
|  |               |             |   | por 3º puesto |               |          |  |
|  | Inglaterra    | 26          |   | Gales         | 18            |          |  |
|  | Sudáfrica     | 18          |   |               | Sudáfrica     | 43       |  |

| Bandera de Nueva Zelanda |
| Campeón Nueva Zelanda    |
| Primer título            |

## Posiciones finales
| Posición | Selección      |
| -------- | -------------- |
| 1        | Nueva Zelanda  |
| 2        | Inglaterra     |
| 3        | Sudáfrica      |
| 4        | Gales          |
| 5        | Australia      |
| 6        | Francia        |
| 7        | Samoa          |
| 8        | Argentina      |
| 9        | Irlanda        |
| 10       | Escocia        |
| 11       | Italia         |
| 12       | Canadá         |
| 13       | Tonga          |
| 14       | Fiyi           |
| 15       | Japón          |
| 16       | Estados Unidos |